# Венгигора
Венгигора (карел. Venginvuaru) — деревня в составе Паданского сельского поселения Медвежьегорского района Республики Карелия Российской Федерации.

## Общие сведения
Расположена на берегу небольшого озера, образованного рекой Волома в 42 км от села Паданы. В начале XX века входила в состав сельской общины Сяргозеро, в 1905 году насчитывала 31 жителя. В советское время входила в состав Сяргозёрского сельского совета, в 1933 году насчитывала 33 жителя.
Достопримечательности — старинные хозяйственные постройки.

## Население
| 2002 | 2010 | 2013 |
| ---- | ---- | ---- |
| 13   | ↘6   | →6   |

 По состоянию на начало 2019 года, в деревне проживает 2 человека.
Основную часть населения деревни составляли карелы (92 %, 2002 год).

## Галерея

Деревня Венгигора
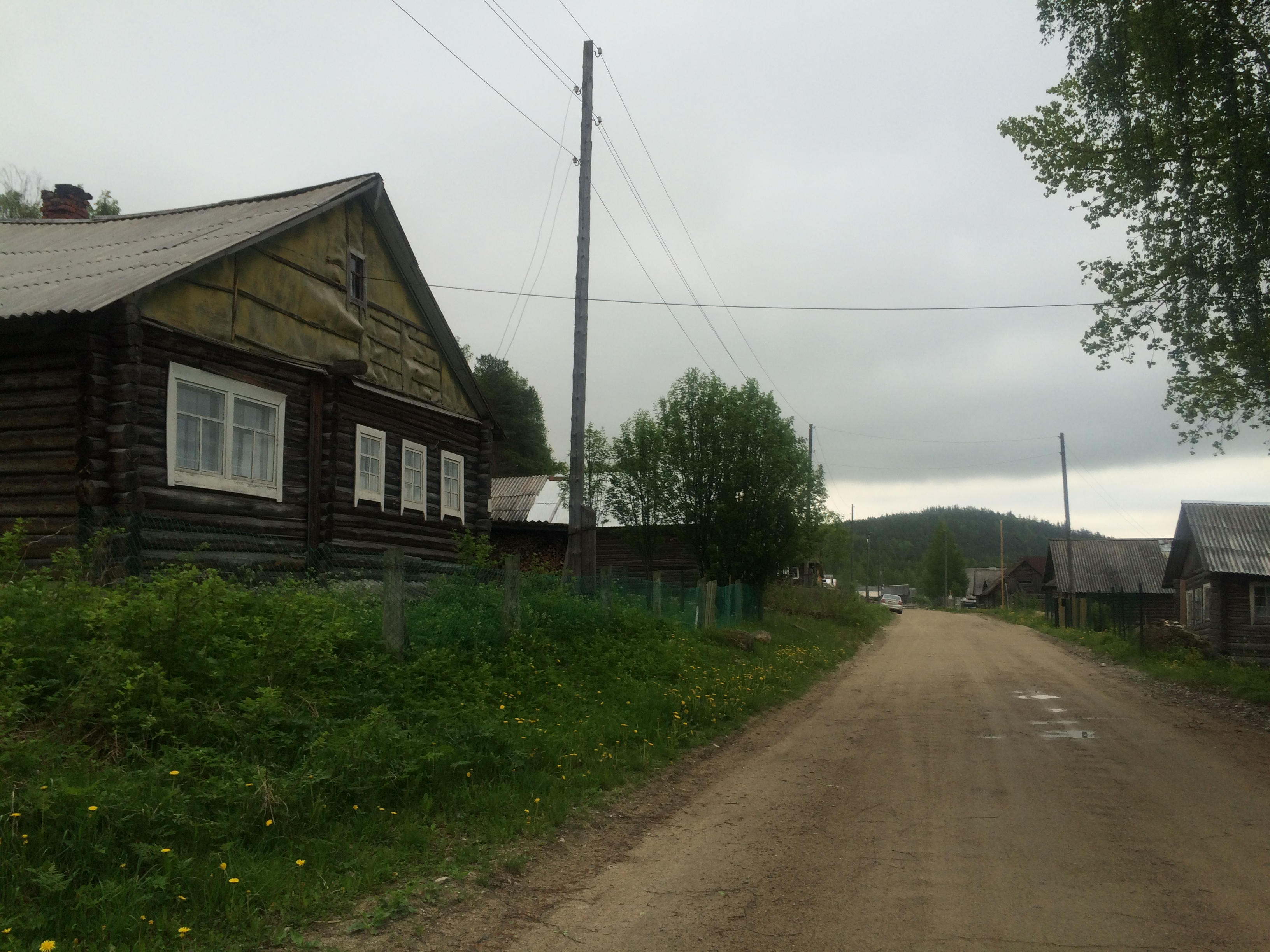
Дорога 86К-165
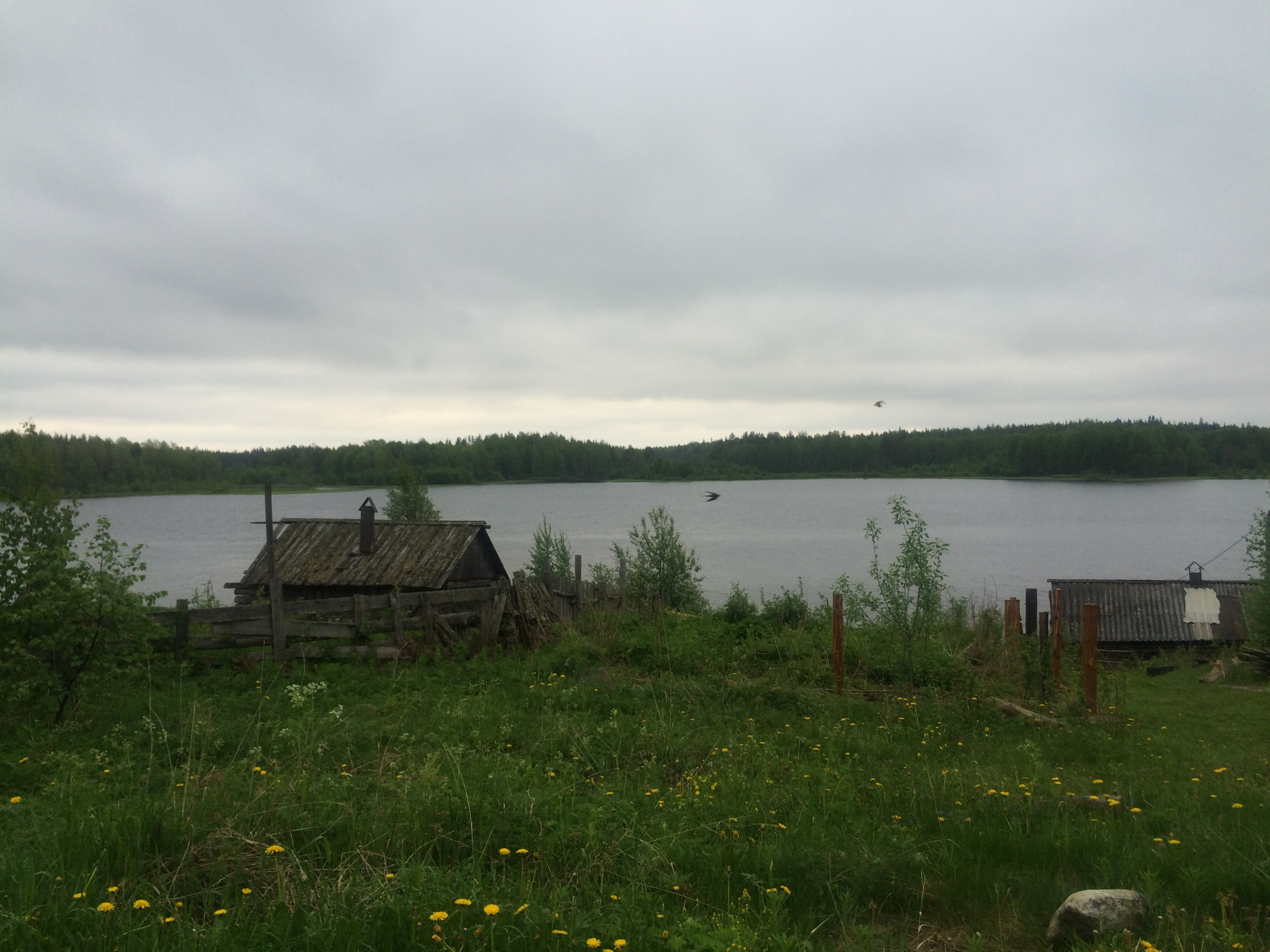
Вид на озеро без названия